# کنو (اورگن)
کنو (به انگلیسی: Keno) یک منطقهٔ مسکونی در ایالات متحده آمریکا است که در شهرستان کلاماث، اورگن واقع شده‌است. کنو ۱٬۰۵۹ نفر جمعیت دارد و ۱٬۲۵۲٫۱۳ متر بالاتر از سطح دریا واقع شده‌است.